# Madonna ze szczygłem
Madonna ze szczygłem (wł. Madonna del Cardellino, również: Madonna z Dzieciątkiem i Janem Chrzcicielem) – obraz włoskiego malarza i architekta Rafaela namalowany na początku 1506 roku.

## Historia obrazu
Obraz został namalowany we Florencji jako prezent ślubny dla przyjaciela artysty, Lorenza Nasima. W 1547 roku dzieło uległo uszkodzeniu podczas zawalenia się domu Lorenza. Jego syn Giovambattista zlecił sklejenie siedemnastu fragmentów obrazu. W latach 1646–1647 obraz trafił do zbiorów kardynała Giovana Carla Medyceusza. W latach 1998–2008 obraz został poddany procesom konserwatorskim. Obecnie znajduje się w galerii Uffizi.

## Tematyka i symbolika obrazu
Obraz przedstawia Madonnę z Dzieciątkiem Jezus i św. Janem Chrzcicielem. Układ postaci i ich gesty mają symboliczne znaczenie, zwiastujące przyszłe wydarzenia. Maria siedzi na kamieniu i spogląda na św. Jana. Mały Jezus stoi obok nich. Szczygieł symbolizuje mękę Chrystusa, otwarta księga – symbolizuje objawienie. U boku Jana wisi miseczka nawiązująca do chrztu Chrystusa.
Rafael przy malowaniu dzieła zastosował kompozycję z trójkątnym układem, wykorzystaną wcześniej przez Leonarda da Vinci m.in. w Świętej Annie Samotrzeciej, natomiast pozy postaci zostały wzorowane na rzeźbie Michała Anioła Madonna z Brugii.